# قرار مجلس الأمن التابع للأمم المتحدة رقم 1606
قرار مجلس الأمن التابع للأمم المتحدة 1606، المتخذ بالإجماع في 20 حزيران / يونيه 2005، بعد إعادة تأكيد دعمه لاتفاق أروشا للسلام فيما يتعلق بالحالة في بوروندي، طلب المجلس إلى الأمين العام كوفي عنان بدء المفاوضات بشأن لجنة الحقيقة والدائرة الخاصة داخل نظام المحاكم في البلاد.

## القرار

### أعمال
وطُلب من الأمين العام بدء المناقشات مع الحكومة الانتقالية والأطراف الأخرى حول كيفية تنفيذ توصيات الحكومة، وتقديم تقرير بحلول 30 سبتمبر 2005 مع تفاصيل التنفيذ، بما في ذلك التكاليف والهياكل والإطار الزمني.

## روابط خارجية
- نص القرار في undocs.org